# SIA (azienda)
SIA S.p.A. è stata una società italiana che ha operato nel settore dell'ICT, erogando soluzioni e tecnologie per il settore bancario e finanziario nonché piattaforme per i mercati finanziari e servizi per i pagamenti elettronici.

## Storia

### Le origini
La società è stata fondata nel 1977 come Società Interbancaria per l'Automazione da Banca d'Italia, ABI e un pool di banche italiane. Durante gli anni '80 SIA realizza la Rete Nazionale Interbancaria (RNI) e fornisce un contributo allo sviluppo del sistema interbancario dei pagamenti in attuazione del Libro bianco sul sistema dei pagamenti in Italia pubblicato nel 1987 da Banca d’Italia.
Nel 1983 SIA lancia il Bancomat. Nel 1987 introduce i pagamenti tramite POS
.
Nel 1992, da un ramo di attività di SIA, nasce SSB - Società per i Servizi Bancari, azienda specializzata nella gestione di servizi nell'ambito della monetica. La nuova società opera su ulteriori sviluppi sulle carte di pagamento: Bancomat/Pagobancomat, FASTpay, borsellino elettronico (con la soluzione MINIpay) e progetto Microcircuito per il passaggio da carte a banda magnetica a carte a microchip.
Nel 1999, SIA si fonde con Cedborsa cambiando nome in “Società Interbancaria per l'Automazione-Cedborsa S.p.A.” e lavora all'automazione dei mercati di Borsa Italiana e all'avvio dei mercati italiani all'ingrosso e-MID e MTS.

### Gli anni duemila
Nel 2003 SIA sviluppa il sistema interbancario dei pagamenti in Romania, condizione per l'ingresso del Paese nell'Unione europea.
Nei primi anni 2000 SIA realizza e la gestisce la piattaforma tecnologica per il progetto STEP2, la prima ACH (Automated Clearing House) continentale per i pagamenti al dettaglio in Euro..
Nello stesso periodo SIA realizza la piattaforma RTGS (Real Time Gross Settlement System) per le banche centrali di Svezia, Norvegia, Egitto e Palestina.
Nel maggio del 2007 la fusione tra SIA e SSB dà vita a SIA-SSB S.p.A., denominazione semplificata nel 2011 in SIA S.p.A..

### L'espansione nel mondo
Nel 2012, in partnership con Colt, si aggiudica il bando di gara indetto dalla Banca Centrale Europea e ottiene la licenza di Network Service Provider per la realizzazione dell'infrastruttura di rete che collega a TARGET2-Securities (T2S) i depositari centrali (CSD), le banche centrali dell'Eurosistema e i principali gruppi bancari a livello europeo..
Un anno più tardi, con lo stesso partner, SIA vince il bando di gara indetto da Deutsche Bundesbank (che ha operato anche per conto di Banca d’Italia, Banque de France e Banco de España) per realizzare l'infrastruttura di rete che collega le quattro banche centrali incaricate di gestire la piattaforma unica dell'Eurosistema per il regolamento dei pagamenti d'importo rilevante e delle transazioni in titoli..
Nel corso del 2013 SIA incorpora la controllata belga SiNSYS, società operante nel processing delle carte di pagamento e acquisisce Emmecom, azienda italiana nel settore delle reti di telecomunicazioni fisse, mobili e satellitari.
In ambito dei mobile payments, nel corso del 2014, SIA lancia un servizio chiamato Jiffy per inviare e ricevere denaro in tempo reale ai propri contatti dallo smartphone.
A fine 2014 SIA incorpora la controllata RA Computer e le attività del Gateway dei pagamenti della controllata TSP. Dall'operazione discende il controllo diretto dell'istituto di pagamento PI4PAY (attivo dal luglio 2011).
A gennaio 2016 SIA rileva il 69% di UBIQ, una startup nata nel 2012 da uno spin-off dell'Università di Parma, specializzata nella progettazione e sviluppo di soluzioni tecnologiche innovative, in particolare nell'ambito delle promozioni, in cui opera con il marchio Ti Frutta.
Nell'aprile 2016, la Reserve Bank of New Zealand (RBNZ), la banca centrale neozelandese, sceglie SIA per sviluppare il nuovo sistema Real-Time Gross Settlement (RTGS) per realizzare il nuovo sistema interbancario nazionale dei pagamenti sostituendo l'Exchange Settlement Account System (ESAS).
Il 1º agosto 2016, ČSOB, una delle più grandi banche commerciali della Repubblica Ceca facente parte del Gruppo belga KBC, e SIA hanno lanciato il primo mobile wallet per pagamenti NFC in Repubblica Ceca che supporta i circuiti MasterCard e VISA.
Il successivo 3 agosto, Unicredit Business Integrated Solutions (UBIS), società del gruppo Unicredit, e SIA hanno firmato un accordo che prevede la cessione a quest’ultima - per un corrispettivo di 500 milioni di euro - delle attività di processing di circa 13,5 milioni di carte di pagamento e la gestione di 206.000 terminali POS e 12.000 ATM in Italia, Germania e Austria.
. L’operazione di acquisizione da parte di SIA si è conclusa venerdì 23 dicembre 2016: l'accordo, efficace dal 1º gennaio 2017, prevede inoltre l’outsourcing della durata di dieci anni al Gruppo SIA della fornitura di servizi di processing delle transazioni effettuate con carte di debito, credito e prepagate, e per la gestione dei POS e degli ATM.
Nella parte conclusiva del 2016 SIA si è resa partecipe di alcune collaborazioni sul mercato dei pagamenti digitali: tra i principali progetti, SIA è partner tecnologico del nuovo servizio Trenord che consente di pagare il biglietto del treno Malpensa Express avvicinando la carta contactless (di credito, di debito, prepagata) o lo smartphone con tecnologia NFC (Near Field Communication) a uno degli 8 tra tornelli e totem dedicati presenti nelle stazioni di Milano Cadorna, Milano Centrale, Porta Garibaldi e di Malpensa T1 e T2.
Sempre nello stesso periodo, si colloca la collaborazione tra American Express Italia e SIA per il lancio di un servizio completamente digitale e paperless che supporta la richiesta delle nuove carte di credito, attraverso sistemi di autenticazione e di firma digitale, in solamente tre fasi: registrazione, riconoscimento e sottoscrizione.

Dal 1º gennaio 2017 sono attive le società P4cards S.r.l. e Pforcards GmbH: controllate al 100% da SIA, le due società gestiscono circa 13,5 milioni di carte di pagamento, 206.000 terminali POS, 12.000 ATM e contano oltre 400 persone suddivise nelle sedi di Verona, Monaco di Baviera, Norimberga per P4cards e nella sede di Vienna per Pforcards.
Successivamente, la Banca Centrale d’Islanda (CBI) ha siglato un accordo con SIA per sviluppare il nuovo sistema Real-Time Gross Settlement (RTGS) e la nuova piattaforma di instant payments. Le infrastrutture tecnologiche sviluppate da SIA, operative dal 2018, sostituiscono le attuali soluzioni real-time della CBI operanti su mainframe e attive dal 2001. SIA si avvale di Perago, società controllata al 100% con sede a Pretoria, specializzata in soluzioni per banche centrali. La Banca Centrale d’Islanda gestisce tutti i pagamenti interbancari del paese. Nonostante la ridotta popolazione, registra significativi volumi giornalieri di transazioni che possono raggiungere un milione di pagamenti con picchi di 160.000 operazioni l’ora.
Il 25 maggio 2018, SIA e First Data Corporation hanno firmato un accordo per l’acquisto delle attività di First Data in alcuni paesi dell’Europa centro e sud-orientale per 375 milioni di euro. 
L’acquisizione da parte di SIA riguarda i servizi di processing e produzione carte, call center e back office relativi a 13,3 milioni di carte di pagamento, 1,4 miliardi di transazioni nonché la gestione di più di 300.000 terminali POS e 6.500 ATM, principalmente in 7 paesi: Grecia, Croazia, Repubblica Ceca, Ungheria, Romania, Serbia e Slovacchia.
A giugno 2018 realizza per Azienda Trasporti Milanesi la prima infrastruttura tecnologica in Italia che permette il pagamento contactless del biglietto della metropolitana di Milano, collegando tra loro tutti i pos installati nelle 113 stazioni.
Il 29 novembre 2018 il Consiglio di Amministrazione di SIA, riunitosi sotto la Presidenza di Giuliano Asperti, ha nominato Nicola Cordone Amministratore Delegato della Società, dopo averlo cooptato come consigliere.
Nel 2019 SIA costruisce anche per ATAC la piattaforma tecnologica per il pagamento contactless del biglietto della metropolitana di Roma, con l'obiettivo di coprire entro la fine del 2019 anche le linee ferroviarie Roma-Lido, Roma-Viterbo e Roma-Giardinetti.
Il 4 ottobre 2020 Nexi S.p.A. e SIA S.p.A. hanno annunciato di aver sottoscritto un memorandum of understanding avente a oggetto l’integrazione dei due gruppi da realizzarsi tramite la fusione per incorporazione di SIA in Nexi.

Il 16 dicembre 2021 sono stati sottoscritti l’atto di Fusione di SIA in Nexi e tutti gli ulteriori accordi previsti nel contesto della fusione. Alle ore 23.59 del 31 dicembre 2021 è divenuta efficace la fusione per incorporazione di SIA in Nexi.

## Attività
- Sistemi di pagamento: clearing e settlement dei pagamenti all'ingrosso, gestione incassi e pagamenti interbancari (bonifici, incassi Riba Rid e assegni), pagamenti contactless, mobile payments, pagamenti multicanale, procurement a supporto dei processi di tesoreria, gestione documentale (ordinativo informatico, fatturazione elettronica e conservazione digitale), riconciliazione dei flussi contabili, gestione di terminali di pagamento nel mercato domestico ed internazionale.
- Carte di pagamento: issuing e acquiring di carte di debito, credito e prepagate per tutti i circuiti nazionali ed internazionali, prevenzione e gestione delle frodi.
- Servizi ai mercati finanziari: piattaforme tecnologiche di trading e post trading dei mercati finanziari ed i loro sistemi di accesso, sistemi di sorveglianza del mercato e per il monitoraggio e la trasparenza delle negoziazioni.
- Gestione di banche dati: la Centrale d'allarme interbancaria, l'anagrafica CAB, il servizio blocco carte Bancomat, l'anagrafica procedurale ed il servizio monitoraggio ATM).
- Rete: servizi di connettività e di trasporto dati agli operatori bancari e finanziari, gestione la Rete Nazionale Interbancaria (RNI) che collega Banca d'Italia, centri di elaborazione dati di tutte le istituzioni finanziarie, capital market, il Sistema Pubblico di Connettività, i processor di carte di credito e di debito e le filiali e punti vendita di imprese.

## Dati economici
Nel 2020, il Gruppo SIA ha registrato ricavi consolidati pari a 748 milioni di euro, in aumento del 2% a/a, interamente su base organica, di cui circa il 50% generato da attività ricorrenti. I ricavi mantengono, inoltre, una diversificazione geografica in linea con il 2019 con il 68% in Italia e 32% all’estero.
A livello di segmenti di mercato in cui opera il Gruppo SIA, al 31 dicembre 2020 sono stati ottenuti i seguenti risultati:
- Card & Merchant Solutions, che rappresenta il 67% dei ricavi complessivi generati dal Gruppo - suddivisi indicativamente tra attività collegate ai servizi di issuing per il 64% e acquiring per il 36% - ha registrato ricavi pari a 499 milioni di euro in crescita del 2% rispetto al 2019, beneficiando dell’aumento dei volumi di transazioni;
- Digital Payment Solutions, che rappresenta il 21% dei ricavi complessivi del Gruppo, ha registrato ricavi pari a 155 milioni di euro, in aumento del 4% rispetto al 2019. Il segmento ha beneficiato dell’andamento dei volumi gestiti, non impattati dalla contrazione economica legata al Covid-19, associati in particolare a PagoPA (+76% a/a) e ai clienti corporate (Telco, Utilities, Retailers) che utilizzano i servizi di Gateway per la ricezione dei pagamenti dei loro clienti (+8% a/a);
- Capital Market & Network Solutions, che rappresenta il 12% dei ricavi complessivi del Gruppo, ha registrato ricavi pari a 94 milioni di euro, con un aumento dell’1% rispetto al 2019 per effetto della crescita dei volumi gestiti nei servizi di Rete.
Nonostante la complessità dell’attuale contesto, il Gruppo SIA può contare su un modello di business diversificato e resiliente, grazie al 32% dei ricavi generati all’estero e al 50% circa dei ricavi totali associati alla base installata (numero di POS e numero di carte gestite), a servizi a canone e alle attività di sviluppo, quindi non direttamente impattati dalla dinamica dei volumi nel breve periodo.
L’EBITDA ha raggiunto i 285 milioni di euro, in crescita del 3% rispetto all’anno precedente con un margine EBITDA al 38%.
Nel 2020, i costi ammontano a 463 milioni di euro con un incremento del 2% a/a dovuto a maggiori costi del personale sostenuti per crescita organica e ai costi operativi (+1% a/a) relativi ad adeguamenti normativi, allo sviluppo di nuove piattaforme tecnologiche e, in generale, all’incremento della capacità di processing.
Gli investimenti ammontano a 93 milioni di euro sostanzialmente in linea con il 2019. L’Indebitamento Finanziario Netto al 31 dicembre 2020 è pari a 688 milioni di euro (2,4 volte l'EBITDA) rispetto agli 812 milioni di euro a fine 2019 (2,9 volte l'EBITDA), in significativo miglioramento grazie alla generazione di cassa del periodo.

## Azionisti
All'inizio del mese di novembre 2019, Intesa Sanpaolo  e Unicredit cedono le quote al soggetto FSIA Investimenti S.r.l. che in questo modo sale dal 49.48% al 57.5% mentre Cassa Depositi e Prestiti acquisisce le quote di F2i Reti Logiche S.r.l. e Orizzonte Infrastrutture Tecnologiche S.r.l. tramite il fondo CDP Equity diventando direttamente detentrice di una quota equivalente al 25,69% del capitale.
Principali azionisti al 07 novembre 2019:
- FSIA Investimenti S.r.l (70% CDP e 30% Poste) - 57,42%
- CDP Equity (Cassa Depositi e Prestiti) - 25,70%
- Banco BPM - 5,33%
- Mediolanum S.p.A. - 2,85%
- Deutsche Bank S.p.A. - 2,58%
- Altri - 6,12%

## Partecipazioni principali
Principali partecipazioni al 01 gennaio 2020:
- New SIA Greece Single Member S.A. - 100%
- PforCards GmbH - 100%
- SIAadvisor S.r.l. - 100%
- SIApay S.r.l.- 100%
- SIA Central Europe, a.s. - 100%